# Saunders King
Pour les articles homonymes, voir King.
Saunders Samuel King (né le 13 mars 1909 dans la paroisse de Caddo  et mort le 31 août 2000 à San Rafael) est un guitariste et chanteur américain de rhythm and blues et de blues.
Sa fille, Deborah King (en), est la première épouse du chanteur Carlos Santana et, en 1979, King il enregistre avec son gendre sur l'album Oneness (en) (1979).